# Agip
L'Azienda generale italiana petroli (Agip) est une entreprise fondée par l’État italien en 1926. À l'époque, elle est chargée de construire des raffineries pour traiter du brut importé d'Iraq, son rôle est de fournir en quantité des combustibles liquides à la marine et à l'aviation. Aujourd'hui, c'est une marque du groupe italien Eni, l'une des plus grandes sociétés pétrolières au monde.

## Identité visuelle
“Cane a sei zempe”, un chien à six pattes crachant une flamme, est le logo et emblème d'Agip. Le slogan qui sert de signature à l'entreprise, est “Cane a sei zampe, fedele amico d’ell’uomo a quattro ruote”, ce qui veut dire “chien à six pattes, ami fidèle de l’homme à quatre roues”. Ce logo a été dessiné par Luigi Broggini en 1952, et est partagé avec Eni, la société mère.

## Galerie

Logo historique de l'enseigne.
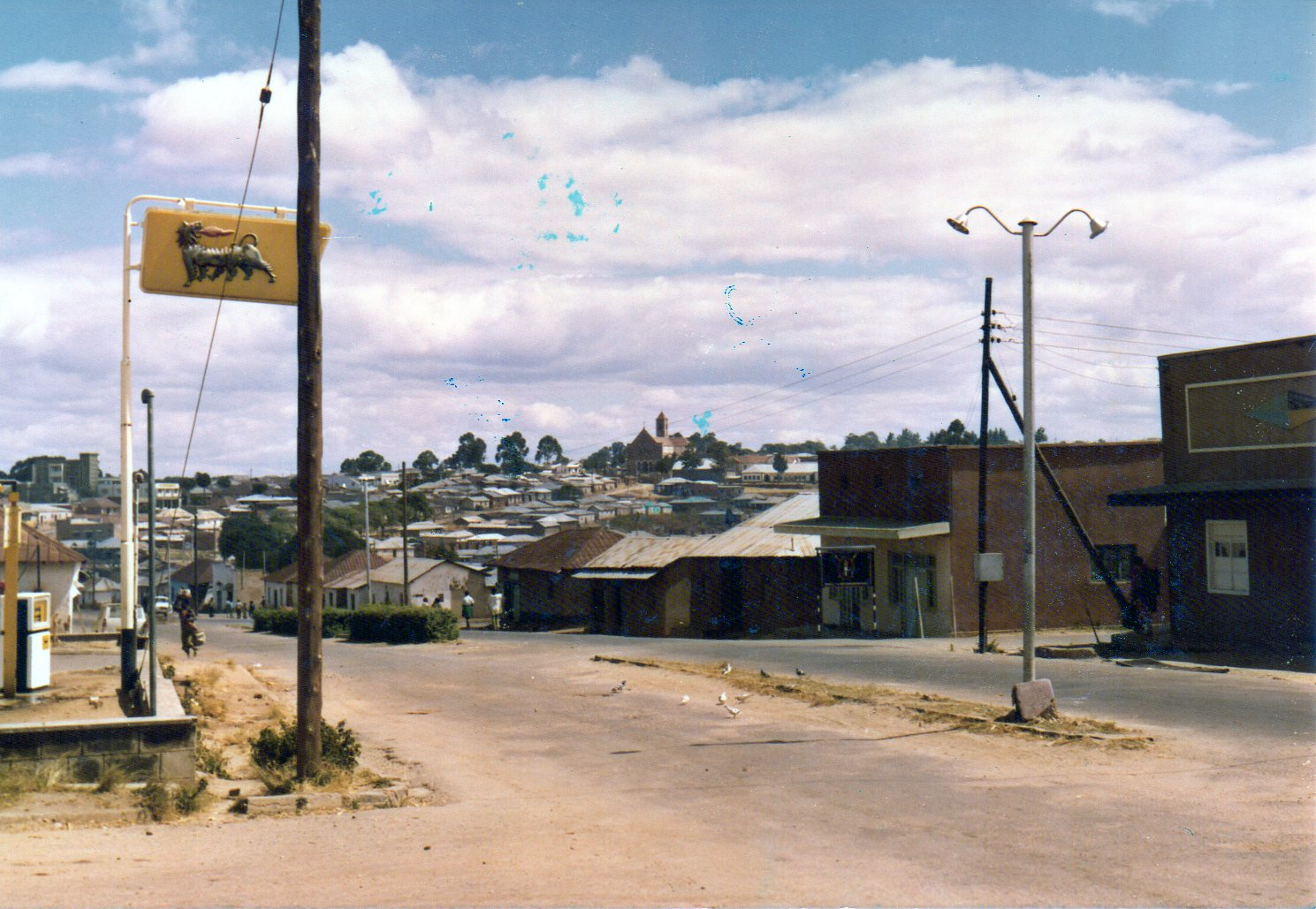
Iringa, Tanzanie, années 1970
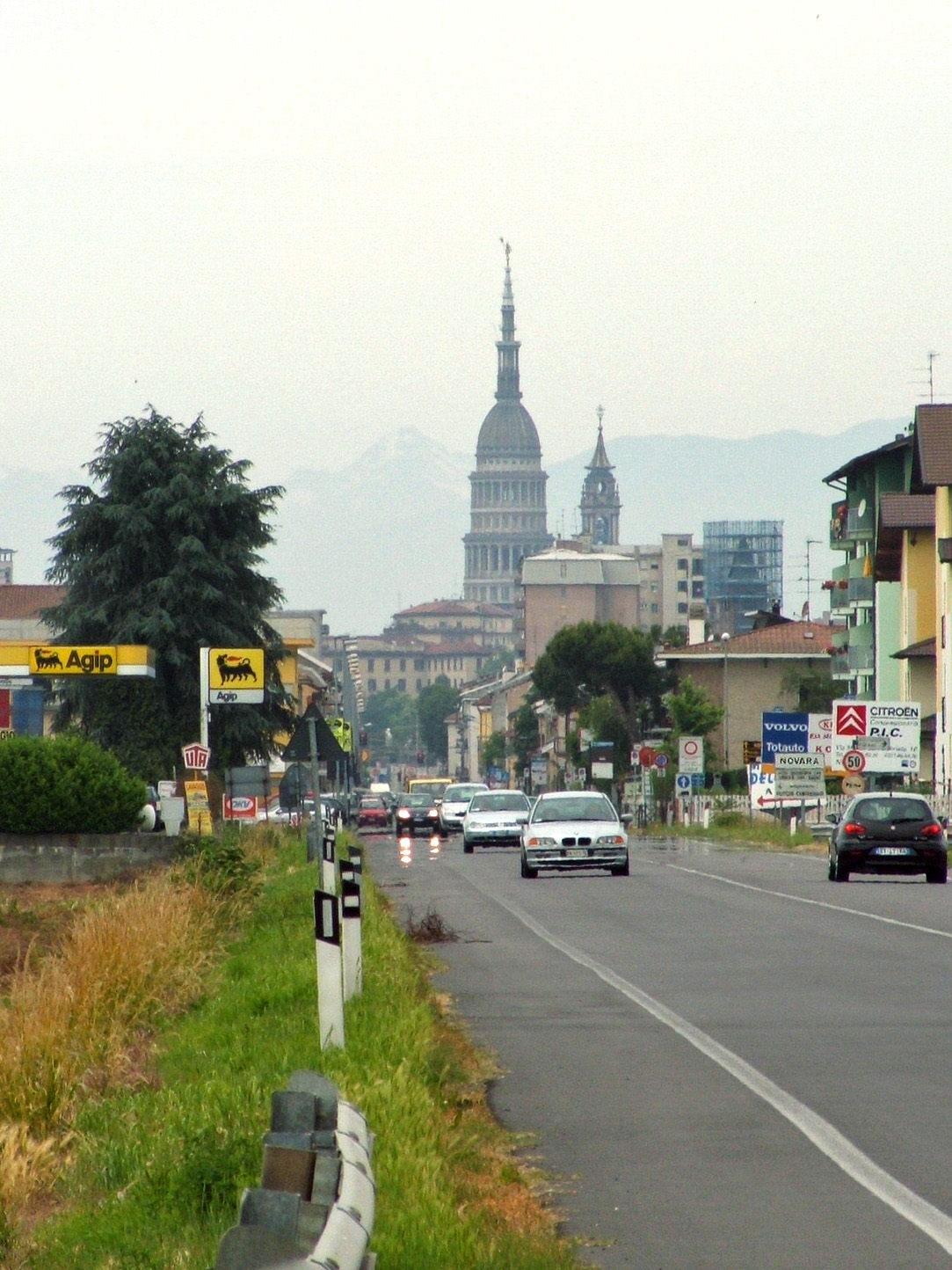
Novare
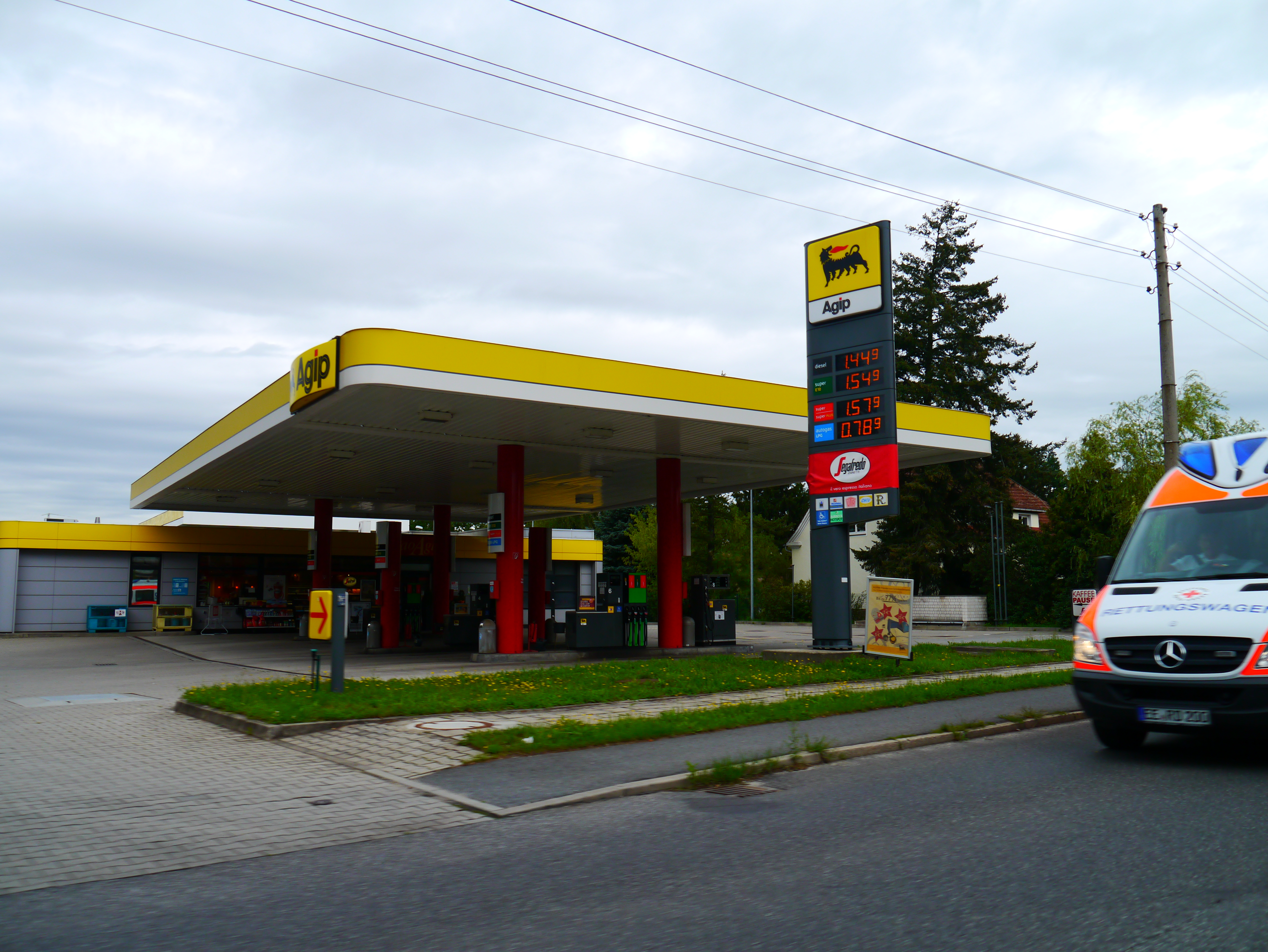
Doberlug-Kirchhain
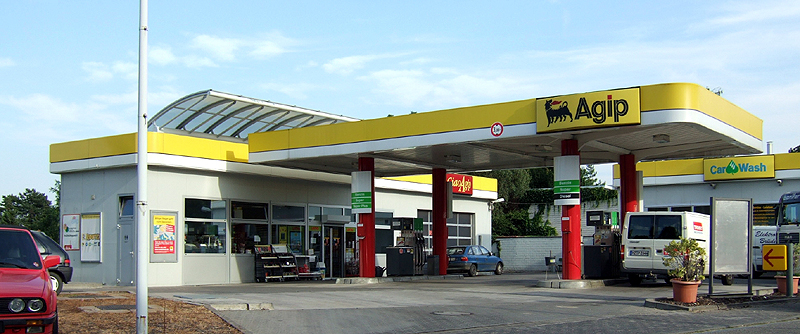
Italie
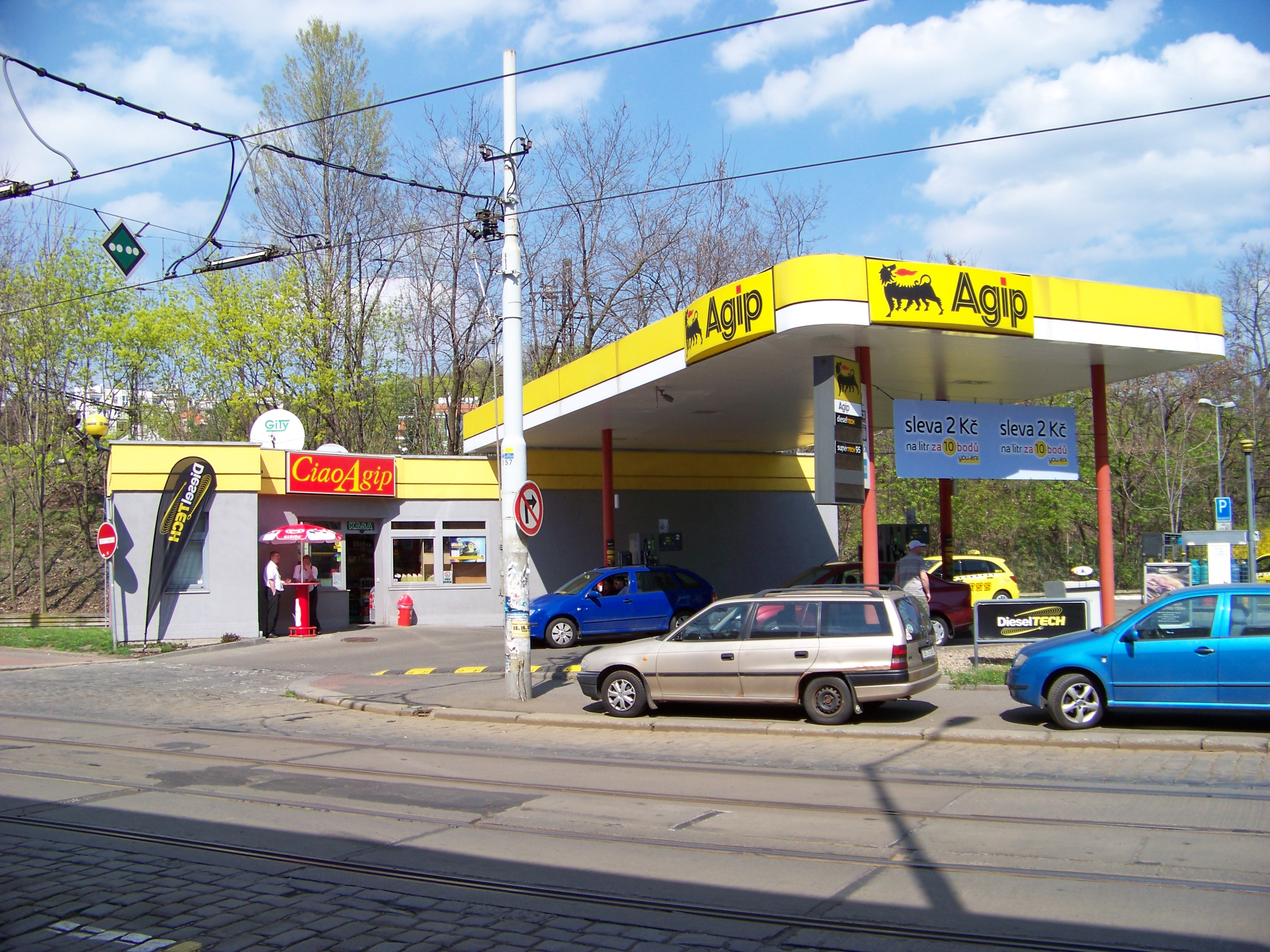
Tchéquie
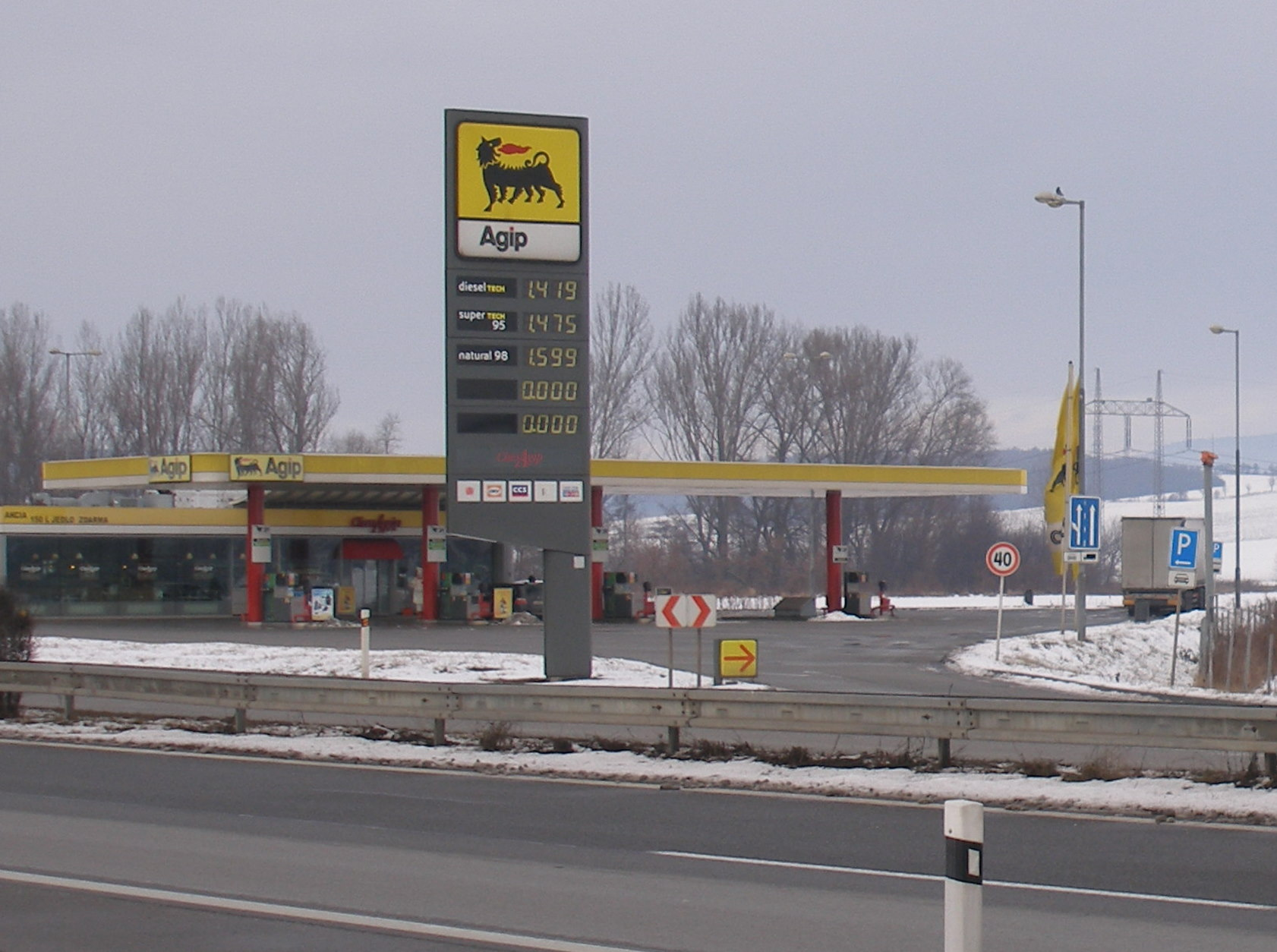
Slovaquie